# Cornelius Smith Jr.
Cornelius Smith, Jr. (18 de marzo de 1982, Detroit, Míchigan) es un actor conocido por su interpretación de Marcus Walker en el ABC serie de drama Scandal de 2015 a 2018, y Frankie Hubbard en el ABC de la telenovela All My Children desde diciembre de 2007 hasta septiembre de 2011. Recibió una nominación de los Premios Emmy para Actores Menores en una Serie dramática en 2009.
Además de su trabajo en Scandal y All My Children, Cornelius Smith, Jr. ha participado en otras producciones televisivas y teatrales, mostrando su versatilidad como actor. A lo largo de su carrera, ha recibido reconocimiento por su capacidad para interpretar personajes complejos, lo que lo ha establecido como un talento destacado en la industria del entretenimiento.

## Biografía
Smith se graduó de la Clase del 2000, en la Preparatoria "Cass Tech High School" en Detroit. Luego pasó a la Universidad Metodista del Sur en Dallas. Cornelius es un miembro de Alpha Phi Alpha fraternidad. Después de asistir a la Universidad Metodista del Sur para su educación universitaria, se fue a la Universidad de Nueva York y recibió su Maestría en Bellas Artes en Actuación.

## Filmografía
- All My Children como Frankie Hubbard; (diciembre de 2007 a septiembre de 2011)
- Líneas de vida: Antes de Su Último Aliento (2009)
- Mentes criminales: Complejo de Dios como Tony Anders (2012)
- Major Crimes como Rangemaster R. Morton (2013)
- Anatomía de Engaño como Steve (2014)
- Para siempre como Fabian Norte (2014)
- Whitney como Michael Houston (2015)
- Agentes de S.H.I.E.L.D (2015)
- Scandal como Marcus Walker (2015-2018)
- Nunca la Izquierda (cortometraje) como Lamar (2015)
- Detroit: Become Human (videojuego) como Carlos Android (2018)

## Premios

### Ganados
- NAACP Image Awards: 2010, Actor Destacado en una telenovela

### Nominaciones
- Premios Daytime Emmy: 2009, Actor Menor Destacado en una Serie dramática
- NAACP Image Awards: 2009, Actor Destacado en una telenovela